# Sheer Heart Attack Tour
A Sheer Heart Attack Tour foi a primeira turnê mundial da banda de rock britânica Queen, e serviu para promover o álbum Sheer Heart Attack. Alguns shows, nesta época, foram abertos pela banda Hustler, Lynyrd Skynyrd e até Kansas.

## Repertório
1. "Procession"
2. "Now I'm Here"
3. "Ogre Battle"
4. "Father To Son"
5. "White Queen (As It Began)"
6. "Flick Of The Wrist"
7. "In The Lap Of The Gods"
8. "Killer Queen"
9. "The March Of The Black Queen"
10. "Bring Back That Leroy Brown"
11. "Son and Daughter"
12. "Keep Yourself Alive"
13. "Seven Seas of Rhye"
14. "Stone Cold Crazy"
15. "Liar"
16. "In The Lap Of The Gods..." (Revisited)
17. "Big Spender"
18. "Modern Times Rock 'n' Roll"
19. "Jailhouse Rock"
20. "God Save the Queen"

Outras músicas ocasionalmente tocadas
- "See What A Fool I've Been" (alguns shows das turnê Americana e geralmente na turnê Japonesa)
- "Great King Rat" (nos últimos dois shows da turnê Japonesa)
- "Doing All Right" (Nos shows da turnê Japonesa)
- "Hangman" (No último show da turnê Japonesa)

## Datas
| Data                    | Cidade              | País               | Local                                    |
| Europa                  | Europa              | Europa             | Europa                                   |
| ----------------------- | ------------------- | ------------------ | ---------------------------------------- |
| 30 de outubro de 1974   | Manchester          | Inglaterra         | Palace Theatre                           |
| 31 de outubro de 1974   | Stoke-on-Trent      | Inglaterra         | Victoria Hall                            |
| 1 de novembro de 1974   | Liverpool           | Inglaterra         | Liverpool Empire Theatre                 |
| 2 de novembro de 1974   | Leeds               | Inglaterra         | University of Leeds Refectory            |
| 3 de novembro de 1974   | Coventry            | Inglaterra         | Coventry Theatre                         |
| 5 de novembro de 1974   | Sheffield           | Inglaterra         | Sheffield City Hall                      |
| 6 de novembro de 1974   | Bradford            | Inglaterra         | St George's Hall                         |
| 7 de novembro de 1974   | Newcastle upon Tyne | Inglaterra         | Newcastle City Hall                      |
| 8 de novembro de 1974   | Glasgow             | Escócia            | The Apollo                               |
| 9 de novembro de 1974   | Lancaster           | Inglaterra         | The Great Hall                           |
| 10 de novembro de 1974  | Preston             | Inglaterra         | Preston Guild Hall                       |
| 12 de novembro de 1974  | Bristol             | Inglaterra         | Colston Hall                             |
| 13 de novembro de 1974  | Bournemouth         | Inglaterra         | Winter Gardens Hall                      |
| 14 de novembro de 1974  | Southampton         | Inglaterra         | Gaumont Theatre                          |
| 15 de novembro de 1974  | Swansea             | País de Gales      | Brangwyn Hall                            |
| 16 de novembro de 1974  | Birmingham          | Inglaterra         | Birmingham Town Hall                     |
| 18 de novembro de 1974  | Oxford              | Inglaterra         | New Theatre                              |
| 19 de novembro de 1974  | Londres             | Inglaterra         | Rainbow Theatre                          |
| 20 de novembro de 1974  | Londres             | Inglaterra         | Rainbow Theatre                          |
| 23 de novembro de 1974  | Gotemburgo          | Suécia             | Göteborgs Konserthus                     |
| 25 de novembro de 1974  | Helsínquia          | Finlândia          | Kulttuuritalo                            |
| 27 de novembro de 1974  | Lund                | Suécia             | Olympen                                  |
| 2 de dezembro de 1974   | Munique             | Alemanha Ocidental | Theater an der Brienner Straße           |
| 4 de dezembro de 1974   | Frankfurt           | Alemanha Ocidental | Palmengarten                             |
| 5 de dezembro de 1974   | Hamburgo            | Alemanha Ocidental | Musikhalle                               |
| 6 de dezembro de 1974   | Colônia             | Alemanha Ocidental | Sartory-Saal                             |
| 8 de dezembro de 1974   | Haia                | Países Baixos      | Nederlands Congresgebouw                 |
| 10 de dezembro de 1974  | Schaerbeek          | Bélgica            | Théâtre 140                              |
| 13 de dezembro de 1974  | Barcelona           | Espanha            | Palau dels Esports                       |
| América do Norte        |                     |                    |                                          |
| 5 de fevereiro de 1975  | Columbus            | Estados Unidos     | Agora Ballroom                           |
| 7 de fevereiro de 1975  | Dayton              | Estados Unidos     | Palace Theatre                           |
| 8 de fevereiro de 1975  | Cleveland           | Estados Unidos     | Music Hall                               |
| 9 de fevereiro de 1975  | South Bend          | Estados Unidos     | Morris Civic Auditorium                  |
| 10 de fevereiro de 1975 | Detroit             | Estados Unidos     | Ford Auditorium                          |
| 11 de fevereiro de 1975 | Toledo              | Estados Unidos     | Student Union Auditorium                 |
| 14 de fevereiro de 1975 | Waterbury           | Estados Unidos     | Palace Theater                           |
| 15 de fevereiro de 1975 | Boston              | Estados Unidos     | Orpheum Theatre                          |
| 16 de fevereiro de 1975 | Nova York           | Estados Unidos     | Avery Fisher Hall                        |
| 17 de fevereiro de 1975 | Trenton             | Estados Unidos     | Trenton War Memorial Theater             |
| 19 de fevereiro de 1975 | Lewiston            | Estados Unidos     | Lewiston Armory                          |
| 21 de fevereiro de 1975 | Passaic             | Estados Unidos     | Capitol Theatre                          |
| 22 de fevereiro de 1975 | Harrisburg          | Estados Unidos     | State Farm Show Arena                    |
| 23 de fevereiro de 1975 | Filadélfia          | Estados Unidos     | Erlanger Theatre                         |
| 24 de fevereiro de 1975 | Washington          | Estados Unidos     | Kennedy Center Concert Hall              |
| 5 de março de 1975      | La Crosse           | Estados Unidos     | Sawyer Auditorium                        |
| 6 de março de 1975      | Madison             | Estados Unidos     | Dane County Coliseum                     |
| 7 de março de 1975      | Milwaukee           | Estados Unidos     | Uptown Theatre                           |
| 8 de março de 1975      | Chicago             | Estados Unidos     | Aragon Ballroom                          |
| 10 de março de 1975     | Fort Wayne          | Estados Unidos     | Allen County War Memorial Coliseum       |
| 12 de março de 1975     | Atlanta             | Estados Unidos     | Municipal Auditorium                     |
| 13 de março de 1975     | Charleston          | Estados Unidos     | Charleston Coliseum                      |
| 17 de março de 1975     | Miami               | Estados Unidos     | Miami Marine Stadium                     |
| 18 de novembro de 1975  | Nova Orleans        | Estados Unidos     | St. Bernard Parish Civic Auditorium      |
| 20 de março de 1975     | San Antonio         | Estados Unidos     | San Antonio Municipal Auditorium         |
| 21 de março de 1975     | Houston             | Estados Unidos     | Houston Music Hall                       |
| 22 de março de 1975     | Dallas              | Estados Unidos     | McFarlin Memorial Auditorium             |
| 23 de março de 1975     | Dallas              | Estados Unidos     | McFarlin Memorial Auditorium             |
| 25 de março de 1975     | Tulsa               | Estados Unidos     | Tulsa Municipal Theater                  |
| 29 de março de 1975     | Santa Monica        | Estados Unidos     | Santa Monica Civic Auditorium            |
| 30 de novembro de 1975  | San Francisco       | Estados Unidos     | Winterland Ballroom                      |
| 2 de abril de 1975      | Edmonton            | Canadá             | Kinsmen Field House                      |
| 3 de abril de 1975      | Calgary             | Canadá             | Stampede Corral                          |
| 6 de abril de 1975      | Seattle             | Estados Unidos     | Paramount Northwest Theatre              |
| Ásia                    |                     |                    |                                          |
| 19 de abril de 1975     | Tóquio              | Japão              | Nippon Budokan                           |
| 22 de abril de 1975     | Nagoia              | Japão              | Aichi Prefectural Gymnasium              |
| 23 de abril de 1975     | Kobe                | Japão              | Kokusai Kaikan Hall                      |
| 25 de abril de 1975     | Fukuoka             | Japão              | Fukuoka Kyuden Kinen Gymnasium           |
| 28 de abril de 1975     | Okayama             | Japão              | Kenritsu Taiikukan Theatre               |
| 29 de abril de 1975     | Kakegawa            | Japão              | Yamaha Resort Tsumagoi - Exhibition Hall |
| 30 de abril de 1975     | Yokohama            | Japão              | Yokohama Cultural Gymnasium              |
| 1 de maio de 1975       | Tóquio              | Japão              | Nippon Budokan                           |